# Anime und Manga in Deutschland
Die aus Japan stammenden Medien Anime und Manga sind in Deutschland ein wesentlicher Teil des Animationsfilm- und Comicmarktes und verfügen über eine gemeinsame Fanszene wie auch Unternehmenslandschaft. Anime (jap. アニメ) und Manga (jap. 漫画) sind im Deutschen Lehnwörter aus dem Japanischen und bezeichnen in Japan produzierte Animationsfilme und Comics. Japan besitzt die umfangreichste Trickfilmkultur und den größten Comicmarkt weltweit. Beide Medien, bereits in Japan eng miteinander verwoben, kamen durch den gegenseitigen Medienverbund unterstützt seit den 1970er Jahren nach Deutschland und haben seit den 1990er Jahren größeren Erfolg, was insbesondere auf den deutschen Comicmarkt gewirkt hat. Alle deutschsprachigen Verlage von Mangas und Animes befinden sich in Deutschland, ähnlich dominieren deutsche Veranstaltungen und Organisationen die deutschsprachige Szene.

## Historische Entwicklung

### Bis in die 1950er Jahre
Der Begriff „Manga“ als Name für die Drucke des japanischen Künstlers Katsushika Hokusai aus dem 19. Jahrhundert wurde in der deutschsprachigen Kunstliteratur bereits seit Ende des gleichen Jahrhunderts verwendet, meist in der heute veralteten Schreibweise „Mangwa“. Die erste und zugleich negativ gefärbte Verwendung des Wortes „Manga“ als Bezeichnung für japanische Comics in deutschsprachigen Medien findet sich erst in einer Sonderbeilage der Zeitschrift stern von 1977: „(…) Höchste Auflagen haben die „Mangas“, Strip-Magazine mit Sadismen, bei deren Anblick vermutlich gar der alte Marquis de Sade noch Neues hätte lernen können“.

### Anime-Filme und -Serien kommen nach Deutschland
Die ersten Manga-Veröffentlichungen in Deutschland, zuerst 1982 Barfuß durch Hiroshima – Eine Bildergeschichte gegen den Krieg von Keiji Nakazawa im Rowohlt Verlag, hatten wenig bis keinen Erfolg, obwohl sie hinsichtlich Leserichtung, Veröffentlichungsform und teils auch Farbe an westliche Lesegewohnheiten angepasst waren. Barfuß durch Hiroshima wurde als Taschenbuch aufgemacht wie ein Textwerk und richtete sich explizit an erwachsene Leser, der damals in Deutschland fast unbekannte Begriff „Manga“ blieb unerwähnt. Das Buch wurde als „Bildergeschichte“ bezeichnet, wegen mangelnden Erfolgs die Fortsetzungen dann verworfen. 1989 folgte ein weiterer Versuch mit dem Sachmanga Japan GmbH, der das angesprochene Fachpublikum jedoch nicht erreichen konnte. Akira 1991 wurde gespiegelt und koloriert in Alben veröffentlicht, aber konnte ebenfalls nicht mehr als einen Achtungserfolg erreichen. Anime dagegen hatten seit Beginn der 1960er Jahre zunehmend Erfolg in Deutschland, wenn auch beschränkt auf Kinder- und Familienunterhaltung.
Als erster Anime in Deutschland wurde ab dem 16. März 1961 der Film Der Zauberer und die Banditen von Toei Animation aus dem Jahr 1959 in den Kinos gezeigt.
Die erste Anime-Serie im deutschen Fernsehen war Speed Racer von 1967, die die ARD im November und Dezember 1971 zeigte. Wegen Protesten von Eltern, Pädagogen und Medien wurden nur drei von ursprünglich acht geplanten Folgen ausgestrahlt. Generell wurde seitdem auf Serien mit japanischen Szenarien verzichtet und vor allem auf kinderfreundliche Serien des World Masterpiece Theater gesetzt, bei denen keine Proteste zu befürchten waren. So haben sowohl die ARD als auch das ZDF die in Italien und Frankreich erfolgreiche Serie UFO Robot Grendizer (Goldorak) wegen zu hoher Brutalität abgelehnt. Mit Ausnahme von Captain Future, gegen das es ebenfalls zahlreiche Proteste von Eltern gab und vor dem in den 1980er-Jahren sogar in einigen Schulbüchern gewarnt wurde, umfassten Animes im öffentlichen-rechtlichen Fernsehen nur Serien für jüngere Kinder. Auch stammten diese teilweise aus Koproduktionen, wie Heidi, Wickie und die starken Männer, Die Biene Maja und Nils Holgersson. Die Motivation für diese Koproduktionen war vor allem ökonomisch: die deutschen wie die anderen europäischen Sender wollten durch Produktionen in Japan Geld sparen, während die japanischen Studios in Europa Geld verdienen wollten. Die bis dahin für die deutschen Programme genutzten osteuropäischen Studios lieferten nicht mehr genug Material und Animes waren für die deutschen Sender ein geeignetes Medium einer Zusammenarbeit, da sich Bilder leicht weltumspannend verständlich einsetzen lassen. Der Einkauf bereits fertiger Serien schied jedoch aus, da „die japanischen Produktionen entweder eine heile oder eine grausame und sehr oft auch groteske Welt [zeigten] in einem Design das für viele zu lieb oder zu abstoßend, auf jeden Fall aber geschmacklos und schwer verständlich wirkte“, so der beim ZDF damals verantwortliche Joseph Göhlen. Daher wurde stets darauf geachtet, dass die Serien im zeichnerischen Stil wie in der Handlung dem westlichen Empfinden und gesellschaftlichen Vorstellungen entsprachen. Es gab eine Redaktion für die Konzepte in Deutschland und amerikanische Cartoonisten und Autoren zeichneten Designs und schrieben die Szenarien. Die Programme waren dennoch Gegenstand teils heftiger Kritik, die Sendungen würden den Geschmack des jungen Publikums verderben. Der Verantwortliche wurde nach Erstausstrahlung der Biene Maja als „Insekten-Jupp“ bezeichnet oder gar kriminell genannt. Heidi wird heute als erste wirklich populäre Anime-Serie in Deutschland benannt, wobei sie erstmals ein größeres Publikum erreichte, da neben Kindern auch Senioren zu den Zuschauern zählten. Die Koproduktionen schafften dabei eine erste Akzeptanz für die Ästhetik von Animes, auf die in späteren Jahrzehnten Serien für Jugendliche aufbauen konnten. Als Anime wahrgenommen wurden sie dabei nicht, die Herkunft von Animeserien wurde bis in die 1990er Jahre hinein von den Sendern versteckt, um Assoziationen mit ebenfalls aus Japan nach Deutschland kommenden pornografischen Animes zu vermeiden.
Mit dem Aufkommen des Privatfernsehens in den späten 1980er und 1990er Jahren wurde größere Vielzahl von Anime-Serien im deutschen Fernsehen ausgestrahlt. Jedoch waren die meisten dieser Serienlizenzen keine bewussten Einkäufe seitens der Fernsehsender, sondern kamen durch italienische/europäische Programmpakete, in denen neben westlichen Zeichentrickserien auch vereinzelt Anime enthalten waren, auf den deutschen Markt. Viele davon sind in anderen europäischen Ländern und Japan schon weit vor der deutschen Erstausstrahlung gezeigt worden.
Folgend eine Liste der Anime-Serien im deutschen Fernsehen bis 1990.
| Deutsche Erstausstrahlung | Serie                                                             | Sender   |
| ------------------------- | ----------------------------------------------------------------- | -------- |
| 1971                      | Speed Racer                                                       | ARD      |
| 1972                      | Calimero (italienische Koproduktion)                              | ZDF      |
| 1974                      | Wickie und die starken Männer (deutsche Koproduktion)             | ZDF      |
| 1974                      | Barbapapa (französische Koproduktion)                             | ZDF      |
| 1976                      | Die Biene Maja (deutsche Koproduktion)                            | ZDF      |
| 1977                      | Kimba, der weiße Löwe                                             | ZDF      |
| 1977                      | Pinocchio (deutsche Koproduktion)                                 | ZDF      |
| 1977                      | Heidi                                                             | ZDF      |
| 1978                      | Sindbad                                                           | ZDF      |
| 1979                      | Es war einmal (Manga Nihon Bukashi Banashi)                       | ZDF      |
| 1980                      | Captain Future                                                    | ZDF      |
| 1980                      | Marco                                                             | Bayern 3 |
| 1981                      | Nils Holgersson (deutsche Koproduktion)                           | ZDF      |
| 1984                      | Tao Tao (deutsche Koproduktion)                                   | ZDF      |
| 1984                      | Niklaas, ein Junge aus Flandern                                   | Sat 1    |
| 1984                      | Puschel, das Eichhorn                                             | ZDF      |
| 1984                      | Alice im Wunderland (deutsche Koproduktion)                       | ZDF      |
| 1985                      | Rascal der Waschbär                                               | ZDF      |
| 1985                      | Kum-Kum                                                           | Sat 1    |
| 1985                      | Perrine                                                           | Sat 1    |
| 1986                      | D’Artagnan und die 3 MuskeTiere (spanische Koproduktion)          | Sat 1    |
| 1988                      | Anne mit den roten Haaren                                         | Sat 1    |
| 1988                      | Chuck, der schlaue Bieber                                         | Tele 5   |
| 1988                      | Jackie und Jill und die Bärenkinder                               | Sat 1    |
| 1988                      | Saber Rider und die Starsheriffs (amerikanische Koproduktion)     | Tele 5   |
| 1989                      | Die geheimnisvollen Städte des Goldes (französische Koproduktion) | DFF      |
| 1989                      | Die Abenteuer des Sherlock Holmes (italienische Koproduktion)     | Sat 1    |
| 1989                      | Pixi im Wolkenkuckucksheim                                        | Sat 1    |
| 1989                      | Lucy in Australien                                                | Tele 5   |
| 1989                      | Odysseus 31 (französische Koproduktion)                           | Tele 5   |
| 1989                      | Um die Welt mit Willy Fog (spanische Koproduktion)                | Tele 5   |
| 1990                      | Alle meine Freunde                                                | ARD      |
| 1990                      | Koalabärchens Streifzüge                                          | Sat 1    |
| 1990                      | Alfred J. Kwak (internationale Koproduktion)                      | ZDF      |
| 1990                      | Cubitus, der Wuschelhund (internationale Koproduktion)            | RTL Plus |

Die ersten deutschen Kauf-Animes gab es im Jahr 1975 auf sogenannten TED-Bildplatten (Abkürzung von Television Discs), analogen Vinyl-Bildplatten, die eine Spieldauer von ca. 10 Minuten pro Seite hatten und nur von einem einzigen Abspielgerät der Firma Telefunken gelesen werden konnten. Sie verschwanden bereits im folgenden Jahr wieder vom Markt. Bei den darauf angebotenen Anime handelte es sich um einzelne Folgen der Serien Speed Racer, Hotte Hummel und Judo Boy. Der erste Anime-Spielfilm, den es in Deutschland zu kaufen gab, war der Film Perix der Kater und die 3 Mausketiere (jap. 長靴をはいた猫, Nagagutsu o Haita Neko) von Toei Animation aus dem Jahr 1969, der Ende der 1970er-Jahre von der Firma piccolo film stark gekürzt auf Super-8-mm-Film angeboten wurde. In der DDR lief er als Der gestiefelte Kater im Fernsehen und Kino.
In den 1980er-Jahren erschienen zahlreiche Animes auf VHS-Kassetten. Wie im Fernsehen geschahen die Veröffentlichungen nicht durch bewusstes lizenzieren japanischer Lizenzgeber, sondern waren französischer, amerikanischer und italienischer Abstammung. Die ersten VHS-Kassetten, mit denen gezielt Fans japanischer Animationen angesprochen werden sollten und bei denen ausdrücklich Japan als Produktionsland genannt wurde, stammten aus dem Jahr 1986. Damals wurden unter dem Label „Japan Home Video“ einzelne Folgen der Serien Die Abenteuer der Honigbiene Hutch, Demetan der Froschjunge und Macross veröffentlicht, wobei darauf geachtet wurde, das Originalmaterial möglichst unverändert zu lassen – der japanische Vor- und Abspann blieben erhalten, und vorkommende Songs wurden japanisch belassen. „Japan Home Video“ verschwand jedoch bereits 1987 wieder vom Markt.
Neben den Veröffentlichungen für Kinder war der Anime-Videomarkt in der Anfangszeit von erotischen Werken geprägt, die von Trimax herausgebracht wurden. Diese vertrieb ihre Videos vor allem über Videotheken und Beate-Uhse-Läden. Diese Importe führten neben der verborgenen Herkunft der Kinderserien auch dazu, dass die Begriffe „Manga“ und „Anime“ noch bis nach 2000 von vielen eng mit pornografischen oder stark gewalthaltigen Werken verknüpft wurden.
Liste der Animevideos, vor dem ersten Animelabel, OVA Films, bis 1990:
| Veröffentlichungsjahr | Titel                                                                       | Format         |
| --------------------- | --------------------------------------------------------------------------- | -------------- |
| 1975                  | Speed Racer (einzelne Folgen)                                               | TED-Bildplatte |
| 1975                  | Judo Boy (einzelne Folgen)                                                  | TED-Bildplatte |
| 1975                  | Hotte Hummel (einzelne Folgen)                                              | TED-Bildplatte |
| Ende der 70er         | Perix der Kater und die 3 Muskeltiere                                       | Super 8        |
| Ende der 70er         | Goldorak – Kampf der Welten (4 Folgen)                                      | Super 8        |
| 80er                  | Angel das Blumenmädchen (9 Folgen)                                          | Video          |
| 80er                  | Cleopatra und die tollen Römer                                              | Video          |
| 80er                  | Das Ende aller Tage                                                         | Video          |
| 80er                  | Ultraman schlägt zurück (4 Folgen)                                          | Video          |
| 80er                  | Raumstation Cyborg 009                                                      | Video          |
| 80er                  | Däumelinchen                                                                | Video          |
| 80er                  | Demetan, der Froschjunge (2 Folgen)                                         | Video          |
| 80er                  | Die Schwanenprinzessin                                                      | Video          |
| 80er                  | Märchenwelt                                                                 | Video          |
| 80er                  | Macross (4 Folgen)                                                          | Video          |
| 80er                  | Masters of the Future (15 Folgen)                                           | Video          |
| 80er                  | Remi (Zusammenschnitt)                                                      | Video          |
| 80er                  | Robby, der pfiffige Roboter (Zusammenschnitt)                               | Video          |
| 1982                  | Angriff der Dinomonster (4 Folgen)                                          | Video          |
| 1982                  | Blinki – Der außerirdische Wunderzwerg                                      | Video          |
| 1982                  | Die Abenteuer des fantastischen Weltraumpiraten Captain Harlock (14 Folgen) | Video          |
| 1982                  | Die kleine Meerjungfrau                                                     | Video          |
| 1984                  | Aladin und die Wunderlampe                                                  | Video          |
| 1984                  | Alibaba und die 40 Räuber                                                   | Video          |
| 1985                  | Goshu, der Cellist                                                          | Video          |
| 1986                  | Sternenkrieger                                                              | Video          |
| 1987                  | Alakazam und der König der Tiere                                            | Video          |
| 1987                  | Die elf hungrigen Katzen                                                    | Video          |
| 1987                  | Hardyman räumt auf                                                          | Video          |
| 1989                  | Die Schatzinsel                                                             | Video          |
| 1990                  | Die zwölf Monate                                                            | Video          |

### Boom in den 1990er Jahren
Seit den 1990er Jahren werden auch wieder Animeserien mit erkennbar japanischen Szenarien im deutschen Fernsehen gezeigt, ohne dass die Märchenstoffe für Kinder dabei verschwanden. Zu den ersten Animes für Jugendliche zählte dann Die Macht des Zaubersteins, das 1996 bei RTL 2 lief. 1997 folgte beim gleichen Sender Sailor Moon und 1998 Dragon Ball, beide mit großen Erfolg. Mit diesen Serien entstand Ende der 1990er langsam eine Wahrnehmung von Anime als eigenes Medium. Im August 1999 wurden Animes durch den Programmblock Moon Toon Zone von RTL2 weiter bestärkt. Dieser Block bestand aus Sailor Moon, Dragon Ball und Pokémon. Er wurde mit Anime@RTL2 ab 2001 und PokitoTV im Jahr 2004 ausgebaut. Der Sender hatte dabei gezielt Anime-Serien zusammengestellt, die bereits erfolgreich in Deutschland oder in den USA liefen und wollte Fans von Anime damit gezielt ansprechen. Der Erfolg des Blocks zog weitere Lizenzierungen von Serien bei RTL2 und anderen Sendern nach sich, sodass sich das Angebot von Anime im deutschen Fernsehen schnell vergrößerte. Auch bei Tele 5, wo bereits seit 1991 Animes im Programm waren, sowie bei VOX, VIVA und MTV wurden vermehrt Anime-Serien ausgestrahlt, die sich an Jugendliche richteten, dabei eine ganze Generation prägten und die Grundlage für eine entstehende Jugendkultur legten. Die von VOX gezeigten Animes stammten nicht vom Sender selbst, sondern wurden von Fremdanbietern mittels der an dctp verkauften Programmblöcke zur Verfügung gestellt. Ebenso gab es wieder vereinzelte Serien in den Zeichentrickprogrammen der ProSiebenSat.1-Gruppe.
Folgend eine Liste von Serien im deutschen Fernsehen nach 1990 und vor dem Moon-Toon-Zone- und Anime@RTL2-Blocks auf RTL2.
| Deutsche Erstausstrahlung | Serie                                                                   | Sender    |
| ------------------------- | ----------------------------------------------------------------------- | --------- |
| 1991                      | Boubou, König der Tiere                                                 | Pro7      |
| 1991                      | Die Königin der tausend Jahre                                           | Tele 5    |
| 1991                      | Familie Robinson                                                        | Tele 5    |
| 1991                      | Miyuki                                                                  | Tele 5    |
| 1991                      | Das Dschungelbuch – Die Serie                                           | Kabel 1   |
| 1991                      | Die Abenteuer des Huckleberry Finn                                      | Tele 5    |
| 1992                      | Georgie                                                                 | RTL Plus  |
| 1992                      | Bob, der Flaschengeist                                                  | RTL Plus  |
| 1992                      | Belle und Sebastian (französische Koproduktion)                         | RTL Plus  |
| 1992                      | Kickers                                                                 | Tele 5    |
| 1992                      | Grimms Märchen                                                          | Tele 5    |
| 1992                      | Peter Pan (Anime)                                                       | RTL Plus  |
| 1992                      | Mumins (internationale Koproduktion)                                    | ZDF       |
| 1993                      | Pinocchio                                                               | RTL       |
| 1993                      | Mila Superstar                                                          | RTL2      |
| 1993                      | Das Mädchen von der Farm                                                | RTL2      |
| 1993                      | Henry und der rosarote Drache                                           | Kabel 1   |
| 1993                      | Die kleine Prinzessin Sara                                              | RTL2      |
| 1993                      | Abenteuer im Maulwurfsland                                              | Kabel 1   |
| 1993                      | Samurai Pizza Cats                                                      | RTL       |
| 1994                      | Choppy und die Prinzessin                                               | RTL2      |
| 1994                      | Die Dschungelpatroullie                                                 | RTL       |
| 1994                      | Die Sternenjäger                                                        | Pro7      |
| 1994                      | Die wunderbare Pollyanna                                                | RTL2      |
| 1994                      | Eine fröhliche Familie                                                  | RTL2      |
| 1994                      | Die kleine Meerjungfrau Marine (französische Koproduktion)              | RTL       |
| 1994                      | Drei kleine Geister (amerikanische Koproduktion)                        | RTL       |
| 1995                      | Der kleine Prinz                                                        | Kabel 1   |
| 1995                      | Die kleinen Zwurze                                                      | Super RTL |
| 1995                      | Die Schatzinsel                                                         | RTL2      |
| 1995                      | Lady Oscar                                                              | RTL2      |
| 1995                      | Prinz Arthus                                                            | RTL2      |
| 1995                      | Hallo! Kurt                                                             | RTL2      |
| 1995                      | Voltron und die Verteidiger des Universums (amerikanische Koproduktion) | RTL2      |
| 1995                      | Die Kinder vom Berghof                                                  | RTL2      |
| 1995                      | Die tollen Fußballstars                                                 | RTL2      |
| 1995                      | Ein Supertrio                                                           | RTL2      |
| 1995                      | Frau Pfeffertopf                                                        | RTL2      |
| 1995                      | Rock’n Cop                                                              | RTL2      |
| 1995                      | Rock ’n’ Roll Kids                                                      | RTL2      |
| 1995                      | Familie Nikolaus                                                        | RTL2      |
| 1995                      | Bumpety Boo – Der kleine gelbe Superflitzer                             | Super RTL |
| 1995                      | Prinzessin Erdbeer                                                      | Super RTL |
| 1995                      | Die kleinen Superstars                                                  | RTL2      |
| 1995                      | D’Artagnan und die 3 MuskeTiere (1987)                                  | RTL2      |
| 1995                      | Robin Hood (Anime)                                                      | RTL2      |
| 1995                      | Setons Welt der Tiere                                                   | Kabel 1   |
| 1995                      | Hobberdy Dick – Der kleine Hauself                                      | Kabel 1   |
| 1995                      | Sailor Moon                                                             | ZDF       |
| 1995                      | Tiffel & Taffel                                                         | ARD       |
| 1995                      | Schneewittchen                                                          | RTL2      |
| 1995                      | Z wie Zorro (italienische Koproduktion)                                 | RTL2      |
| 1996                      | Flitz, das Bienenkind                                                   | ARD       |
| 1996                      | Reporter Blues (italienische Koproduktion)                              | Kabel 1   |
| 1996                      | Die Macht des Zaubersteins                                              | RTL 2     |
| 1996                      | Däumelichens Reise                                                      | Junior    |
| 1996                      | Der kleine Bibelfuchs (italienische Koproduktion)                       | Sat 1     |
| 1996                      | Missis Jo und ihre fröhliche Familie                                    | RTL2      |
| 1996                      | Die Abenteuer von Tom Sawyer und Huck Finn                              | Kabel 1   |
| 1996                      | Montana (italienische Koproduktion)                                     | Sat 1     |
| 1997                      | Abenteuer am Regenbogenteich                                            | Super RTL |
| 1997                      | Gesucht, entdeckt, erfunden                                             | KIKA      |
| 1997                      | Rocky und seine Freunde                                                 | Bayern 3  |
| 1997                      | Nadine – Stern der Seine                                                | RTL2      |
| 1997                      | Im Land des Zauberers von Oz                                            | RTL2      |
| 1997                      | Topo Gigio, die Weltraummaus                                            | Kabel 1   |
| 1997                      | Jeannie mit den hellbraunen Haaren                                      | tm3       |
| 1997                      | Die Champions – Anpfiff für elf Freunde                                 | Kabel 1   |
| 1997                      | Tico – Ein toller Freund                                                | RTL2      |
| 1998                      | Die verrückte Welt von Tic und Tac                                      | RTL2      |
| 1998                      | Die singende Familie Trapp                                              | ORF 1     |
| 1998                      | Hanni und Nanni                                                         | KIKA      |
| 1998                      | Wundersame Geschichten                                                  | KIKA      |
| 1998                      | Abenteuer in den Weiden (amerikanische Koproduktion)                    | KIKA      |
| 1998                      | Der Planet der Dinosaurier                                              | tm3       |
| 1999                      | Noozles                                                                 | RTL       |
| 1999                      | Micronauts                                                              | ARD       |

Seit den 1990er Jahren wurden im deutschen Kino mehrere Anime-Filme gezeigt, darunter Akira (1991), das erstmals das Interesse einer breiteren Öffentlichkeit erregte und Akzeptanz für Anime als Kunstform schuf, Ghost in the Shell (1997), Perfect Blue (2000) sowie einige Produktionen von Studio Ghibli. Prinzessin Mononoke lief 1998 als Abschlussfilm der Berlinale, erhielt aber wenig Beachtung. Erst 2001, vier Jahre nach seiner Fertigstellung, kam der Film in die deutschen Kinos und war nun, dank einer deutlich gewachsenen Fanszene, deren Druck auch zum Kinoeinsatz beigetragen hatte, und dank der Werbemöglichkeiten des vertreibenden Disney-Konzerns, ein Erfolg. Der nächste Ghibli-Film Chihiros Reise ins Zauberland kam 2003 mit nur zwei Jahren Verzögerung in die deutschen Kinos. Die bisher höchsten Zuschauerzahlen hatten die drei im Kino gezeigten Filme der Pokémon-Serie.
Am Anfang der 1990er gab es immer wieder Versuche, Mangas nach Deutschland zu bringen, darunter Akira, das nach dem Erfolg des Films als Manga nur ein Achtungserfolg wurde, Crying Freeman 1993 bei Schreiber & Leser und Appleseed 1994 bei Reiner Feest. Im Zuge des Erfolgs von Dragon Ball und Sailor Moon im Fernsehen folgte mit deren Manga-Vorlagen schließlich der Durchbruch für Manga in Deutschland, als erstes ab 1997 mit Dragon Ball beim Carlsen Verlag. In dieser Zeit befand sich der deutsche Comicmarkt in einer Krise, die durch den Erfolg von Mangas durchbrochen wurde. Dragon Ball war bereits in Japan außergewöhnlich erfolgreich und ist der erste Manga, der auf Druck der japanischen Lizenzgeber in Deutschland ungespiegelt veröffentlicht wurde. Im Nachhinein wird auch darin ein Grund für den Erfolg gesehen, da die Andersartigkeit das junge Publikum besonders anspreche. Die ungespiegelte Veröffentlichung im japanischen Taschenbuchformat entwickelte sich danach schnell zum Standard. In Folge des Aufschwungs traten weitere große wie kleine Verlage in den Markt ein.
Dem Aufschwung von Anime im deutschen Fernsehen Ende der 1990er Jahre folgte ein weiterer im Videomarkt. Der erfolgreiche Versuch eines eigenen deutschen Anime-Labels begann mit OVA Films. Dieser veröffentlichte 1995 den Film Plastic Little, der in einer offiziellen Auflage von 2500 VHS-Kassetten erschien und zugleich der erste deutsche erwerbbare Anime im japanischen Original mit deutschen Untertiteln war. In der Folgezeit wurden immer mehr Anime-Kaufvideos von OVA Films veröffentlicht (z. B. Gunsmith Cats, Bubblegum Crisis, Devil Hunter Yohko). Das dabei auftretende Problem, dass die Fans Originalfassungen mit Untertiteln bevorzugten, während für den Massenmarkt eher synchronisierte Fassungen erforderlich waren, löste sich mit dem Aufkommen der DVD, auf der beide Formate gleichzeitig angeboten werden konnten. OVA Films schlossen sich immer mehr Labels an, wie Anime Virtual, Anime House, Panini Video, Beez Entertainment, Universum Anime, Tokyopop, Egmont Manga und Anime und Red Planet, von denen jedoch nur einige überlebten.

### Konsolidierung
Ab 2000 konnten sich Mangas, deren Erfolg dem von Animes etwas verspätet folgte, als bedeutender Teil des deutschen Comic-Markts etablieren. Dabei gelang es, dem Medium neue Leserschichten zu erschließen – vor allem weibliche Leser. Während der Umsatz mit Comics in den 1990ern noch rückläufig war, konnten sich Mangas nun einen Platz auch in Buchhandlungen sichern und werden teils prominenter als andere Comics oder überhaupt separat davon präsentiert. Im Gegensatz beispielsweise zum Nachbarn Frankreich blieben in Deutschland die vom franko-belgischen Stil beeinflussten Arbeiten Jirō Taniguchis und auch biografische Werke anderer Künstler zunächst unbeachtet. Grund dafür kann die Konzentration der deutschen Manga-Begeisterung auf als typisch und rein-japanisch geltende Stoffe und Stile angesehen werden. Dies änderte sich erst ab Mitte der 2000er Jahre, als erste Werke Taniguchis oder die Spätwerke Tezukas auch in Deutschland herauskamen. Zu Beginn der 2000er versuchten die deutschen Verlage, auch monatlich erscheinende Manga-Magazine nach japanischem Vorbild in Deutschland zu etablieren, scheiterten aber nach einigen Jahren: Die Magazine Manga Power und Manga Twister wurden wegen unzureichender Verkaufszahlen und Banzai! wegen Lizenzproblemen wieder eingestellt. Das Magazin Daisuki hielt sich noch bis Mai 2012. Um 2010 herum haben auch die Zuwächse in den Verkaufszahlen von Taschenbüchern nachgelassen. Zu einem Schrumpfen des Marktes ist es, anders als in den USA oder Japan, jedoch nicht gekommen. Eine Ursache des nachlassenden Wachstums waren unter anderem die vielen Versuche weiterer Verlage, in den Markt einzutreten, ohne ausreichende Erfahrung und die damit sowie auch bei den etablierten Verlagen verbundene hohe Zahl an Lizenzierungen. Diese waren dann jedoch zu oft nicht erfolgreich, da das Potential der Titel aus Unkenntnis des deutschen Marktes und der Zielgruppe überschätzt wurde und einige Verlage reduzierten ihr Programm oder zogen sich ganz zurück, wie Heyne 2011. Dennoch hielt der Manga einen hohen Anteil am deutschen Comicmarkt. Mit dem verstärkten Aufkommen von Graphic-Novels erwuchs dem Manga ab Ende der 2000er Jahre zugleich eine Konkurrenz um die ältere Leserschaft und darum, der neueste Trend im Comicmarkt zu sein.
Seit 2007 hat RTL2 nur drei neue Anime-Serien ins Programm genommen, bei denen es sich nicht um Fortsetzungen handelte. 2013 wurde das Programm bei RTL2 vollständig abgesetzt. Von 2007 bis Juni 2016 gab es mit Animax Deutschland ein eigener Pay-TV-Sender für den deutschsprachigen Raum. Animax stellte am 30. Juni 2016 die lineare Verbreitung im deutschsprachigen Raum ein und firmierte sich zum 1. Juli 2016 in ein reines Video-on-Demand-Angebot um.
Aktuell senden ProSieben MAXX, Nickelodeon, Super RTL sowie Tele 5 regelmäßig Animes in deutschen frei empfangbaren Fernsehsendern aus. Zusätzlich werden Animeserien über Streamingdienste online zur Verfügung gestellt.
Im Markt für Kaufmedien ging die Zahl der aktiven Unternehmen zunächst zurück, bis schließlich nur Anime Virtual (Viz Media Switzerland), Anime House, Panini und Universum verblieben. Danach kamen Nipponart, Peppermint Anime, KSM Anime, Universal Pictures, FilmConfect Anime und AniMoon hinzu. Seit 2015 finden vermehrt Kino-Vorstellungen statt, meist als Eventprogramm – beispielsweise in Rahmen des AkibaPass Festivals (ehemals peppermint anime festival) oder der Kazé Anime Nights. Peppermint Anime begann als erstes mit ihrer jährlichen Eventreihe die regelmäßige Wiederkehr von Anime in deutschen Kino, und andere Publisher wie Kazé, KSM Anime und Universum Anime folgtem dem Beispiel mit beliebten Titeln. Es werden sowohl Filme als auch Episoden von Serien gezeigt, auch als deutschsprachige Premieren. Der Film Your Name. – Gestern, heute und für immer war so erfolgreich, dass nachträglich ein regulärer Kinostart folgte und zum meistbesuchten Anime im Kino des Jahres 2018 wurde.

## Nachbearbeitungen
Mangas werden in Deutschland fast immer ungespiegelt veröffentlicht, jedoch manchmal auf andere Weise verändert oder es wird bereits verändertes Material aus den USA übernommen. Das Material aus den Vereinigten Staaten wurde, besonders in der Vergangenheit, oft bereits dort nachbearbeitet, um anderen Vorstellungen über die Darstellbarkeit von Sex und Gewalt entgegenzukommen oder Kritik vorzubeugen. Teilweise finden die Bearbeitungen auch erst beim deutschen Lizenznehmer statt. So werden meist auch Swastiken, die in Ostasien ein verbreitetes Glückssymbol sind, entfernt, weil sie in Deutschland mit dem Nationalsozialismus assoziiert werden. Auch der Umgang mit der Darstellung von Sexualität und Freizügigkeit unterscheidet sich zwischen Japan und den Lizenzmärkten USA beziehungsweise Deutschland, sodass beispielsweise nachträglich Kleidung ergänzt wird – teilweise auch noch vom japanischen Künstler selbst als Arbeit für den Exportmarkt. Einige der Maßnahmen von Selbstzensur der Verlage sind auch direkt auf eine befürchtete Indizierung und damit einhergehenden wirtschaftlichen Schaden zurückzuführen. Daher wurden in Serien insbesondere Gewaltszenen entschärft, wegen derer eine Indizierung befürchtet wurde. Die Serie Vampire Master war 2002 der erste Mangaband, der in Deutschland indiziert wurde. Bereits zuvor war 2000 ein einzelnes Heft der Sailor Moon-Heftreihe nachträglich indiziert worden, da in einer Szene ein kleiner Junge vor einem wenige Jahre jüngeren Mädchen die Hosen fallen lässt und dies von der Behörde als Missbrauch gedeutet wurde. Im Fernsehen dagegen wurde die Animefolge mit der gleichen Szene mehrfach unbeanstandet im Kinderprogramm gezeigt.
Ungespiegelte Ausgaben kamen in Deutschland Ende 1996 mit der ungespiegelten Serie Dragon Ball des Carlsen-Verlags auf. Die Veröffentlichung in originaler Leserichtung war vom Lizenzgeber vorgegeben worden, erwies sich aber als vorteilhaft und wurde zum Standard für Manga-Veröffentlichungen in Deutschland: Die japanische Leserichtung betont Authentizität, grenzt zum restlichen Comic-Angebot ab und senkt die Kosten für die Verlage, die dies in Form geringerer Preise an den Leser weitergeben. Den meisten Bänden ist seitdem auf der letzten bzw. der nach westlicher Leserichtung ersten Seite eine kurze Anleitung zum Lesen von rechts nach links beigeheftet. Parallel zur Einführung der ungespiegelten Ausgaben etablierten sich auch originalgetreue Übersetzungen und das Vermeiden von Eindeutschungen, an deren Stelle oft Fußnoten zur Erläuterung japanischer Begriffe und Eigenheiten traten. Damit wurde häufigen Forderungen aus der Leserschaft Rechnung getragen und zugleich die Übertragungskosten gesenkt. Außerdem wird seit den 2000er Jahren meist direkt aus dem Japanischen übersetzt, anstatt aus englischen oder französischen Übersetzungen, wobei dies mit höheren Kosten einhergeht.
Die Nachbearbeitung von Animes geschah im deutschen Fernsehen und Kino lange Zeit in großem Maße. Dabei wurden zahlreiche Schnitte und inhaltliche Änderungen meist mit dem Jugendschutz begründet, da Trickserien als Kinderprogramm gelten und für dieses Publikum eingekauft und gezeigt werden. Erste Nachbearbeitungen von Anime-Serien gab es in Deutschland mit der Ausstrahlung von Captain Future beim ZDF. Bis ca. 2001 wurden italienische (Mila Superstar) oder französische (Dragon Ball) Fassungen übernommen. Amerikanische Fassungen (Saber Rider und die Starsheriffs, Samurai Pizza Cats, Pokémon) werden seit Anbeginn und bis heute international vermarktet. In Deutschland gibt es seit 1993 die FSF (Freiwillige Selbstkontrolle Fernsehen), die Fernsehinhalte dahingehend prüft, ob sie für das Tagesprogramm geeignet sind und eventuell Schnittauflagen nach deutschem Jugendschutz erteilt. RTL2 hat mehrere FSK-12-Inhalte (z. B. Folgen in Dragon Ball, Lady Oscar, Ein Supertrio) während des Kinderprogramms unbearbeitet am Nachmittag gezeigt. In anderen Folgen, beispielsweise bei Dragon Ball, wurden Dialoge verändert und Szenen geschnitten, begründet mit dem Jugendschutz. Es ist nicht bekannt, ob RTL2 damals die Inhalte von der FSF hat prüfen lassen. Laut eines dementierten Interviews im Jahre 2005 gab es keine Beschwerden bezüglich Gewaltdarstellungen von Serien im RTL2-Programm, jedoch subjektive Ansichten. RTL2 nahm zunehmend Schnitte vor, die nicht dem Muster der FSF entsprachen. Negativ aufgefallen ist RTL2 vor allem durch den Schnitt von Folgen, die auf Heimvideo FSK-0 oder FSK-6 bekamen. Bei Naruto und Dragon Ball GT gab es nicht nur Schnitte, sondern auch Dialogverharmlosungen und weitere Bearbeitungen. Die von Fans oft kritisierte Fassung von Naruto wird von RTL2 wegen ihrer hinter den Erwartungen gebliebenen Quoten als Grund genannt, dass das „Anime-Fieber“ im Fernsehen vorbei sei. Von der FSF geprüfte Ausstrahlungen von Tele 5 und ProSieben Maxx zeigten, dass RTL2 nicht nach dem Muster der FSF arbeitete.
Auch Anime-Filme wurden zeitweise geschnitten, ein bekanntes Beispiel ist die deutsche Veröffentlichung von Nausicaä aus dem Tal der Winde als Die Sternenkrieger, basierend auf der stark bearbeiteten US-Fassung, von der sich Studio Ghibli später offiziell distanzierte und die weitere Lizenzierungen derer Filme lange verhinderte.

## Anime auf Videoportalen
Im September 2007 startete Anime Virtual das Video-on-Demand-Portal Anime on Demand. Von 2011 bis 2016 bot das Video-Portal MyVideo auch offiziell Anime-Serien und -Filme an. Das Angebot umfasste überwiegend ältere Titel sowie kürzlich bei ProSieben Maxx ausgestrahlte TV-Folgen. Von April 2013 bis Juni 2015 bot auch RTL II Animes im Internet an. Das Angebot sollte als Ersatz zum eingestellten Programmblock im TV dienen. Zwischen Mai 2016 und Juni 2017 wurden Animes weiterhin auf der Plattform RTL II You veröffentlicht. Auch andere TV-Sender bieten Animes nach Ausstrahlung zeitlich befristet auf ihren Websites an.
Im April 2013 startete der Anime-Publisher Peppermint Anime auf der Videoplattform Vimeo den Kanal Peppermint TV, auf dem die Serie Valvrave The Librator als deutscher Simulcast angeboten wurde, d. h., die Folgen waren direkt nach ihrer Erstausstrahlung in Japan mit deutschen Untertiteln verfügbar. Ab dem 29. März 2016 betrieb Peppermint Anime, unter dem Namen AkibaPass ein eigenes Video-on-Demand-Portal. Seitdem nutzt Peppermint Anime den Kanal auf Vimeo nur noch für Werbezwecke.
Das US-Portal Crunchyroll begann im Dezember 2013 mit deutschen Simulcasts für mehrere Serien mit Untertiteln und bietet seither große Teile seines Programms in Deutschland an, seit 2017 auch einzelne Titel mit eigenen deutschen Synchronisationen.
Im Juli 2014 begannen der Publisher Kazé Deutschland mit Space Dandy auf Anime on Demand sowie Nipponart mit Chaika, die Sargprinzessin auf Clipfish mit Simulcasts. Letztere Website richtete im selben Zeitraum einen separaten Animebereich ein. Beim deutschen Netflix-Start zum September 2014 war neben anderen Animeserien auch Knights of Sidonia im Katalog. Es wird als „Netflix-Original“ beworben, da die Website die exklusiven Vertriebsrechte in all ihren Territorien besitzt. Viewster begann im Dezember 2014 mit regulären deutschen Simulcasts von Anime der aktuellen Saison.
Seit September 2017 gibt es eine deutsche Sprachversion des französischen On-Demand-Portals Wakanim. Die ersten deutsch lokalisierten Titel sind von Peppermint Anime bereitgestellt worden. Aber auch selbstlizenzierte Animes als Simulcast werden auf der deutschen Sprachversion zu sehen sein. Der erste Simulcast auf Wakanim ist UQ Holder und ist am 2. Oktober 2017 gestartet. Dabei kooperiert Wakanim mit dem deutschen Publisher peppermint Anime. Zugunsten von Wakanim wurde am 31. Juli 2018 das VoD-Angebot auf der Plattform AkibaPass eingestellt und zu einem reinen Merchandise-Shop und einer Event-Plattform umfunktioniert.
Seit 2018 produziert und veröffentlicht Netflix Animes auch für den deutschen Markt. Auch der kostenlose Dienst Netzkino hat einige Anime-Serien und Filme ins Programm aufgenommen.

## Markt, Publikationen und Formate
Der deutsche Mangamarkt ist heute der drittgrößte Markt in Europa nach Frankreich und Italien. Mangas machen bis zu 70 % der verkauften Comictitel aus. Zu den meistverkauften Titeln zählen Dragon Ball, Sailor Moon, Inu Yasha und Detektiv Conan, die sich jeweils mehrere Millionen Mal verkauften. Die deutsche Comicbranche ist wie keine andere in Westeuropa abhängig vom Manga. Mangas werden in Deutschland fast ausschließlich in Form von Taschenbüchern (meist im japanischen Tankōbon-Format) veröffentlicht. Der Versuch, auch monatlich erscheinende Manga-Magazine nach japanischem Vorbild in Deutschland zu etablieren, scheiterte Anfang des 21. Jahrhunderts nach einigen Jahren: Die Magazine Manga Power und Manga Twister wurden wegen unzureichender Verkaufszahlen und Banzai! wegen Lizenzproblemen wieder eingestellt. Das Magazin Daisuki hielt sich noch bis Mai 2012. Die Gründe für die Publikation fast ausschließlich in Taschenbüchern liegen in den Kosten für Lizenz und Übersetzung, die günstige Magazine wie in Japan nicht zulassen, und die fehlende Notwendigkeit Serien erst zu erproben, da die eingekauften Serien sich bereits am japanischen Markt bewiesen haben. Das Fehlen der Magazine ist im Vergleich zu Japan daher auch weniger problematisch für die Verlage, da die Magazine auch dort nur selten Gewinne erwirtschaften. Die Vermarktungskette beginnt in Deutschland, anders als in Japan, oft mit einem Anime oder einem Videospiel, dem erst später die Veröffentlichung der Manga-Vorlage folgt. Produktionen aus der Fanszene dagegen werden oft zuerst online veröffentlicht (oder solange es diese gab in Magazinen), ehe Taschenbücher und Merchandising folgen. Bei der Nutzung von Merchandising als weitere Verwertung von Mangas und Animes sind deutsche Lizenznehmer im Vergleich zum japanischen Markt zurückhaltend. Trotz vorheriger Erprobung der Serien in Japan oder anderen westlichen Ländern sind ausreichende Verkaufszahlen nicht garantiert. In allen Verlagsgrößen finden sich unvollendete Serien, deren Einstellung meist mit geringen Verkaufszahlen 81 begründet wird.
Das einzige derzeitige professionelle deutschsprachige Anime-Fachmagazin ist die AnimaniA, die seit September 1994 erscheint. Dazu kommen Jugendmagazine mit eigenen Anime-Bereichen, wie Mega Hiro, Koneko und Kids Zone. Der Verein Anime no Tomodachi gab ab 1997 die Zeitschrift Funime heraus, die 2015 eingestellt wurde. Von August 1995 bis Dezember 1996 erschien das Magazin A.M.I. (die Erstausgabe noch unter dem Namen Project A-nime) im Schaefers-Verlag. Das Magazin wurde nach fünf Ausgaben eingestellt. Weiterhin erschien zwischen Januar 2001 und September 2007 das Magazin MangasZene.
Bedeutendste Verlage auf dem Manga-Markt waren zunächst Carlsen Verlag und Egmont Ehapa, die Mitte der 1990er Jahre in den Markt einstiegen. Später kam das Panini-Label Planet Manga hinzu sowie 2004 Tokyopop, Tochter eines amerikanischen Unternehmens. Die stärksten drei Verlage, Carlsen, Egmont und Tokyopop, bringen seit Mitte der 2010er Jahre monatlich 10 bis 20 neue Titel heraus. Zu den kleinen Verlagen zählen Heyne Verlag, die sich 2011 aus dem Manga-Geschäft zurückgezogen hat, Schwarzer Turm und Schreiber & Leser. Darüber hinaus gibt es Verlage für Genrenischen – insbesondere mit Werken aus deutscher Produktion – zu denen Fireangels, Butter and Cream, Cursed Side (alle drei für Homoerotik), Delfinium und Experienze (vor allem Erotik) zählen. Daneben gibt es vereinzelt Manga-Publikationen bei anderen Verlagen, auch renommierte Verlage wie Rowohlt mit Barfuß durch Hiroshima, sowie Veröffentlichungen von Einzelpersonen. Patricia Minks stellt in ihrer Analyse des Marktes 2011 ein hohes ökonomisches Kapital bei den drei großen Verlagen fest, zu dem aber auch durch lang andauernde Aktivität und Kontakte zu Institutionen und den Fans soziales und kulturelles Kapital komme. Letzteres insbesondere bei Carlsen, wo beispielsweise Klassiker von Osamu Tezuka verlegt werden. Heyne dagegen habe es an sozialem und kulturellem Kapital gefehlt, was eine Ursache für den Rückzug gewesen sein könne, und die Kleinverlage bauen vor allem aus soziales und kulturelles Kapital und schaffen sich eigene Nischenmärkte. Seit 2012 bringt die zuvor nur als Anime-Publisher aktive schweizerische Crunchyroll SA (damals noch Viz Media Switzerland) unter dem Label Kazé auch Mangas heraus und gehört dabei ebenso zu den großen Verlagen im Markt.
Eine klassische Genres überspannende Unterteilung der Serien in Gattungen nach Alter und Geschlecht der Zielgruppe hat sich im deutschen Markt nicht durchgesetzt. Derartige Einteilungen sind hier unbekannt und hätte aufwändig kommuniziert werden müssen. Sie hat auch weniger Nutzen, da Segmente des japanischen Marktes, so für Kinder und Senioren, fehlen.
Einige der Verlage sind auch in verwandten Segmenten aktiv, so wurden unter dem Label Egmont Manga und Anime zeitweise auch Animes herausgebracht. Auch Panini bringt Animes auf den deutschen Markt. Bei Carlsen erscheinen auch Light Novels und viele Unternehmen bemühen sich, Crossmarketing mit Videospielen oder laufenden Fernsehserien zu nutzen.
Beim Einkauf von Lizenzen von Mangas beobachten die großen Verlage den Markt in Japan und übersetzten aus dem Original. Kleine Verlage dagegen orientieren sich auch am amerikanischen Markt und über setzen aus englischen oder französischen Übersetzungen. Eine in anderen westlichen Ländern erfolgreiche Serie bringt größere Sicherheit für einen Erfolg in Deutschland mit. Die Beobachtung des großen japanischen Marktes und die Übersetzung direkt aus dem Japanischen ist dagegen aufwändig und teuer. Daher war bis zum Manga-Boom in den 1990ern der Einkauf von Lizenzen über andere westliche Länder üblich. Verlage wie Heyne oder Tokyopop sind zudem über ihre amerikanischen Mutterkonzerne mit japanischen Verlagen verbunden und über diesen Weg Lizenzen beziehen – auch wenn dies keine exklusiven Abkommen sind und die Programme der deutschen Verlage nicht homogen die der verwandten japanischen Verlage abbilden. Seit den 2000er Jahren werden Lizenzen vorrangig in Japan direkt erworben. Dabei kommt es auch zu Lizenzen über nur einen Teil einer Serie, was das Risiko für den Verlag reduziert, jedoch auch zu unvollendeten Serien oder langen Wartezeiten führt. Darüber hinaus suchen Verlage nach deutschen Zeichnern aus der Fanszene, die von Mangas inspiriert eigene Comics veröffentlichen wollen, oder haben sich ganz auf diese spezialisiert. Bei diesen entfallen Kosten für Einkauf und Übersetzung und eine erfolgreiche Serie kann in andere Länder verkauft werden, was mehrfach gelungen ist. Das bei Tokyopop Ende der 2000er Jahre zeitweise angestrebte Ziel, 20 % Eigenproduktionen im Programm zu haben, musste jedoch aufgegeben werden.

## Zielgruppe und Fanszene
Die Zielgruppen von Mangas sind vor allem Jugendliche, wie sich insbesondere in der Positionierung im Buchhandel zeigt. Die Ansprache auch älterer Leser stellt sich erst allmählich ein. Das liegt auch daran, dass dem Medium Comic noch das Vorurteil anhaftet, ausschließlich ein Medium für Kinder zu sein, sodass sich ältere Zielgruppen zunächst nicht ansprechen ließen. Zugleich gab es unter den älteren Comiclesern Vorbehalte gegenüber dem neuen Medium, das sich von bis dahin verbreiteten Comics deutlich unterschied. So entstand unter der Comic-Leserschaft auch eine Trennung zwischen einer älteren, amerikanische und frankobelgische Werke lesenden Generation und einer Generation von Manga-Lesern. Diese jüngere Generation ist zugleich viel weiblicher, da mit Mangas erstmals in großem Maß Mädchen als Comicleser angesprochen wurden.
Eine Fanszene entwickelte sich ab den 1980er Jahren in kleinerem Maße. Mit zunehmender Verbreitung und Popularität von Animes wie auch Mangas nach der Veröffentlichung von Akira im Westen und umso mehr nach dem Erfolg von Fernsehserien, darunter Sailor Moon und Dragon Ball, entwickelte sich eine größere Fangemeinde. Diese stützte sich stark auf kommunikation über Chats und Foren, es entstanden Fanzines und Veranstaltungen der Szene sowie Treffen auf Buchmessen. Darüber hinaus gehört Cosplay, das Verkleiden als Figur aus einem Manga oder Anime, gerade auch auf Messen und das nach- und neuzeichnen von beliebten Charakteren oder eigenen Geschichten zu wichtigen Hobbys in der Szene. Außerdem findet nicht selten eine Auseinandersetzung mit japanischer Kultur und Gesellschaft jenseits von Populärkultur statt. So kann die Anime- und Manga-Fanszene als in eine breitere Kultur moderner Japan-Mode eingebettet gesehen werden, bestehend aus J-Pop und Visual Kei, japanischem Essen, Mode, Karaoke und Computerspielen. Mit japanischen Medien werden auch Werte der japanischen Kultur transportiert, die den Wertediskurs im Zielland beeinflussen. Im Falle des deutschsprachigen Raums finden dabei zwei Wertdiskurse statt: Die japanische Kultur bildet einen Gegenpol zum amerikanischen Einfluss und bietet ein Abgrenzungsmerkmal zu früheren, „amerikanisierten“ Generationen. Zugleich ist Japan selbst durch Amerika beeinflusst und damit nicht völlig fremd. Zum anderen teilen Deutschland und Japan eine ähnliche Geschichte als im Weltkrieg besiegte Staaten, die danach zur Wirtschaftsmacht aufgestiegen sind.
Die Manga-Leserschaft war laut Umfragen von 2005 und 2006 im Wesentlichen zwischen 14 und 25 Jahren alt, nur 12 % älter als 25. Es ist daher davon auszugehen, dass der Großteil der Szene in Ende der 1980er und in den 1990er Jahren aufgewachsen ist und in dieser Rezipient des Booms von Manga und Anime war. Der kleine Teil älterer Fans spielte jedoch eine große Rolle in der Etablierung der Szene, so in der Gründung von Magazinen, Veranstaltungen und Plattformen. 70 bis 85 % der Befragten waren weiblich. Durch ihre starke weibliche Leserschaft haben Mangas in Deutschland den bisher fast ausschließlich männlich dominierten Comicmarkt deutlich verändert. Dabei konsumieren sie nicht nur typische Genres für Mädchen wie Shōjo-Serien, sondern stellen beispielsweise die Mehrheit der Leserschaft von Horror-Manga. Frauen machen auch die überwiegende Mehrheit des selbst kreativen Teils der Fanszene aus und sind bei Veranstaltungen präsenter. Die thematischen und ästhetischen Interessen sind außerordentlich breit gestreut, auch wenn fantastische Stoffe vorherrschen, und es wird von den Befragten eine große Bandbreite an Lieblingswerken genannt. Allein bei der Frage nach dem ersten gelesenen Manga stechen Dragon Ball und Sailor Moon hervor. Eine Befragung von 2007 zur bevorzugten Mediennutzung ergab, dass viele Fans eine größere Vorliebe für Manga als für Anime haben und unter den Medien zum Konsum von Anime die Kaufmedien das Fernsehen deutlich übertreffen. Als bedeutendstes Medium für den Konsum sowohl von Anime als auch Manga stellte sich das Internet dar, zugleich wichtigstes Kommunikationsmittel innerhalb der Szene. Die gleiche Befragung ergab zum Bildungsgrad, dass überdurchschnittlich viele Fans das Gymnasium besuchen oder abgeschlossen haben. Der Autor der Befragung führt dies auf komplexe Geschichten und Charaktere sowie starke Kodierung mit Symbolen und Metaphern im Manga zurück, die er darüber hinaus als eine der Gründe für die Attraktivität des Mediums für ihre deutsche Zielgruppe nennt. Weiters laden die komplexen und authentischen Figuren in Manga und Anime zur Identifikation und Auseinandersetzung mit der eigenen Identität ein. Auch motivieren die Medien zum Kennenlernen und der Beschäftigung mit den behandelten Themen und der japanischen Kultur sowie zu eigener Kreativität. Ein weiteres wichtiges Merkmal der Fanszene sei der Austausch in der stark – vor allem online – vernetzten Fangemeinde, deren Plattformen Bühne für die vorgenannten Aktivitäten sind.

## Fan- und Eigenproduktionen
Die Fanszene von Anime und Manga ist sehr stark selbst kreativ, viele lassen sich zu eigenen Bildern und Geschichten inspirieren: Fanart, Fanfiction und Dōjinshi. Eine wichtige Plattform vor allem in den 2000er Jahren war das Netzwerk des Vereins Animexx, in dem Text- wie auch Bildwerke präsentiert werden können. Daneben entstanden kleine, auf Fanpublikationen ausgerichtete Verlage wie Schwarzer Turm und Manga-Zeichenwettbewerbe bei großen Veranstaltungen. Seit Anfang der 2000er entstand so aus der Fanszene heraus eine Szene von Künstlern, die selbst von Manga inspirierte Comics schaffen und Manga-typische Stile, Erzählstrategien, Themen und Genres in ihren Werken aufgreifen. Bei Wettbewerben oder über Bewerbungen bei den Verlagen entdeckt erscheinen ihre Comics auch im Buchhandel. Als „erster offizieller deutscher Manga“ gilt Dragic Master von Robert Labs von 2001. Kurz darauf folgte Christina Plaka, beide waren als erste von einem Verlag veröffentlichte deutsche Manga-Künstler Motivation für weitere Fans, selbst zu zeichnen. Ihre Serien und viele Kurzgeschichten von Fans erschienen in den später eingestellten deutschen Manga-Magazinen Banzai und Manga Power. Später schuf beispielsweise Anike Hage mit Gothic Sports eine Serie in der Tradition japanischer Sportmangas, die bei Tokyopop erschien, und von Judith Park erschien bei Carlsen die im Shōnen-Ai-Genre angesiedelte Serie Y square. Ein vergleichsweise großer Anteil der bisher erschienenen deutschen Produktionen fällt in letzteres Genre, das sich um homoerotische Geschichten mit Männern dreht und sich an ein weibliches Publikum richtet. Paul M. Malone beschreibt die deutsche Manga-Fanszene zusammen mit dem Markt als deutsche „Mangascape“ (Manga-Landschaft). Eine wichtige Rolle spielen darin die besonders aktiven, und fast immer weiblichen Künstlerinnen – manchmal in Anlehnung an den japanischen Begriff Mangaka auch „Germangaka“ genannt – die trotz ihrer vergleichsweise geringen Zahl einen großen Einfluss auf die deutsche Comicszene haben, die mit ihnen und dem Einfluss von Manga belebt wird. Ähnlich wie bei ihren Kollegen in anderen Comicsparten genügen auch bei den erfolgreichen Zeichnerinnen die Einnahmen aus den Serien in der Regel nicht zum Leben, sodass andere berufliche Tätigkeiten dazukommen oder die Arbeit an Mangas nur eine Nebenbeschäftigung neben Beruf, Studium oder Schule ist. Die Zeichnerinnen haben oft eine hohe Arbeitsbelastung, bis zu 12 Stunden am Tag einschließlich Wochenende.

## Veranstaltungen
Bedeutende Veranstaltungen, auf denen sich Fans vorrangig treffen, sind Anime- und Manga-Conventions. Diese Conventions bieten Verkaufsstände, Workshops, Autogrammstunden, Konzerte oder Videoabende, Fans verkleiden sich oft als Figur aus einem Anime (Cosplay). Die größte Veranstaltung in Deutschland ist seit 2016 die DoKomi in Düsseldorf mit 40.000 Besuchern über zwei Tage. Zuvor waren lange Zeit die AnimagiC und die Connichi die von der Besucherzahl größten Anime-Conventions mit bis zu 25.000 Besuchern. Daneben ist Anime auch bei Veranstaltungen zu Japan, Animationsfilm, Comic oder Literatur ein Thema, so finden sich in Deutschland beim Japantag oder der Frankfurter Buchmesse Veranstaltungen zum japanischen Animationsfilm. Die Leipziger Buchmesse verdankt viele ihrer jungen Besucher und einen Teil des Besucherwachstums ab 2000 der starken Anziehungskraft der Manga-Aussteller.
Im Folgenden eine Übersicht regelmäßig stattfindender Conventions in Deutschland:
| Name                                  | Ort                   | Jahre     | max. Besucherzahl 1 | Besonderheiten |
| ------------------------------------- | --------------------- | --------- | ------------------- | --- |
| AnimagiC                              | Mannheim              | 1999–…    | 030.000             | bis 2016 in Bonn |
| AniMa HaRo                            | Rostock               | 2009–…    |                     | |
| AniMaCo                               | Berlin                | 2004–2018 | 011.000             | wechselte jährlich mit Mega Manga Convention, 2019 durch Manga & Entertainment Expo abgelöst                          |
| Animany                               | Siegburg              | ?–…       | 00.5000             | bis 2023 in Bonn |
| Anime Festival                        | Kassel                | 2018–…    | 00.8000             | bis 2022 in Freiburg im Breisgau                                                                                      |
| Anime Marathon                        | Königslutter          | 1999–…    |                     | vom Verein Anime no Tomodachi, zu Beginn wechselnder Standort, gehört zur ältesten ihrer Art in Deutschland           |
| Animemesse                            | Chemnitz              | 2018–…    |                     | |
| Anime Messe Babelsberg                | Potsdam               | 2015–…    | 022.000             | bis 2018 in Berlin als Anime Messe Berlin mit wechselnden Standorten, seit 2018 im Filmpark Babelsberg                |
| Animuc                                | Fürstenfeldbruck      | 2009–…    | 00.7000             | |
| BiMaCo                                | Bitterfeld-Wolfen     | 2011–2019 | 000.400             | |
| Bonenkai                              | wechselnd             | 2001–2006 |                     | wechselnder Standort                                                                                                  |
| ChisaiiCon                            | Hamburg               | 2006–2018 |                     | 2007 und 2008 keine Con organisiert; nach elf Cons wurde entschieden die Con nicht mehr stattfinden zu lassen         |
| Chisana                               | Schweinfurt           | 2017–…    |                     | |
| Chizuru                               | Dortmund              | 2015–2022 | 00.1300             | |
| Comic- und Manga Convention Bremen    | Bremen                | 2018–…    |                     | Vierteljährlich |
| Conneko                               | Ludwigshafen am Rhein | 2003–2006 | 00.3000             | |
| Connichi                              | Wiesbaden             | 2002–…    | 038.500             | Ludwigshafen am Rhein 2002, bis 2022 in Kassel                                                                        |
| Contaku                               | Magdeburg             | 2006–…    | 00.2150             | bis 2008 unter den Namen MangaMania                                                                                   |
| Contopia                              | Dortmund              | 2005–2015 | 00.2000             | 2011 ausgesetzt |
| CosDay                                | Frankfurt am Main     | 2004–2010 | 00.3000             | |
| CosDay²                               | Frankfurt am Main     | 2011–…    | 00.6000             | |
| DeDeCo                                | Dresden               | 2012–…    | 011.000             | |
| DoJaKu                                | Dortmund              | 2010–…    | 000.600             | monatliche Veranstaltung                                                                                              |
| DoKomi                                | Düsseldorf            | 2008–…    | 215.000             | |
| Franco                                | Bamberg               | 2013–…    |                     | |
| FrankenMexx                           | Nürnberg              | 2011–…    | 00.2000             | findet zwei Mal im Jahr statt                                                                                         |
| German Xmas Con                       | Coburg                | ?–…       | 00.1000             | |
| Hanami                                | Koblenz               | 2006–…    | 00.5200             | bis 2019 in Ludwigshafen am Rhein                                                                                     |
| J-Con                                 | Merzig                | 2004–…    | 000.900             | bis 2005 in Beckingen                                                                                                 |
| Jenaco                                | Jena                  | 2016–…    | 00.4000             | bis 2023 zwei Mal im Jahr                                                                                             |
| MACK-Weekend                          | Kempten               | 2002–…    |                     | |
| MAG-C                                 | Erfurt                | 2015–…    | 012.300             | bis 2017 unter den Namen MaGnology in Hamburg und bis 2022 unter den Namen MAG                                        |
| Manga & Entertainment Expo            | Berlin                | 2019–…    | 017.000             | aus AniMaCo und Mega Manga Convention hervorgegangen                                                                  |
| Manga-Comic-Convention                | Leipzig               | 2014–…    | 102.000             | seit 2001 als Comicbereich der Leipziger Buchmesse, seit 2014 als separate Veranstaltung der Buchmesse                |
| Mega Manga Convention                 | Berlin                | 2002–…    | 012.600             | wechselte ab 2004 jährlich mit AniMaCo, 2019 durch Manga & Entertainment Expo abgelöst, seit 2023 wieder eigenständig |
| MiZacKo                               | Zwickau               | 2015–…    | 000.500             | 2019 pausiert |
| NiCon                                 | Hannover              | 2005–…    | 000.800             | |
| NipponCon                             | Bremen                | 2010–…    | 00.2500             | 2020 und 2021 pausiert.                                                                                               |
| Nisa-Con                              | Wolfenbüttel          | 2007–…    |                     | bis 2019 in Braunschweig, dann bis 2023 wegen Corona-Pandemie und aus organisatorischen Gründen abgesagt              |
| Novacon                               | Leuna                 | 2022–…    |                     | |
| Oberhausen Comic und Manga Convention | Oberhausen            | ?–…       |                     | |
| Polaris Convention                    | Hamburg               | 2022–…    | 040.000             | |
| Sakana Matsuri                        | Berlin                | 2014–…    |                     | |
| Shiroco                               | Chemnitz              | 2018–…    | 00.7800             | |
| Shumatsu                              | Dresden               | 1998–2008 |                     | |
| TiCon                                 | Würzburg              | 2008–2019 | 00.1200             | |
| Water Con                             | Bremen                | 2022–…    |                     | Kostenfreier Eintritt                                                                                                 |
| Wie.MAI.KAI                           | Flörsheim am Main     | 2007–…    | 00.3000             | bis 2015 in Wiesbaden                                                                                                 |
| YaYuCo                                | Dachau                | 2010–…    |                     | widmet sich speziell den Genres Boys Love, Yaoi und Yuri                                                              |